# Bluefields Airport
Bluefields Airport ligger stax söder om staden med samma namn, två kilometer från centrum. Flygplatsen har reguljär trafik till Managua och Corn Island.